# 巴西褐蛇鰻
巴西褐蛇鰻為輻鰭魚綱鰻鱺目糯鰻亞目蛇鰻科褐蛇鰻屬的其中一種，該物種分布於西大西洋的巴西聖保羅海域，棲息在底層水域，屬肉食性。

## 擴展閱讀
維基物種上的相關：巴西褐蛇鰻